# Obergreith (Gemeinde Oberhaag)
Obergreith ist ein Ortsteil der österreichischen Gemeinde Oberhaag im Bezirk Leibnitz im Bundesland Steiermark. Die Ortschaft hat 269 Einwohner (Stand 1. Jänner 2024).
Obergreith liegt circa eineinhalb Kilometer nordöstlich von Oberhaag.

## Persönlichkeiten
Der Schriftsteller Gerhard Roth lebte von 1977 bis 1986 in Obergreith.